# Drabiw
Drabiw (ukrainisch Драбів; russisch Драбов Drabow) ist eine Siedlung städtischen Typs und war bis Juli 2020 der Verwaltungssitz des gleichnamigen Rajons Drabiws in der ukrainischen Oblast Tscherkassy mit etwa 6600 Einwohnern (2014).

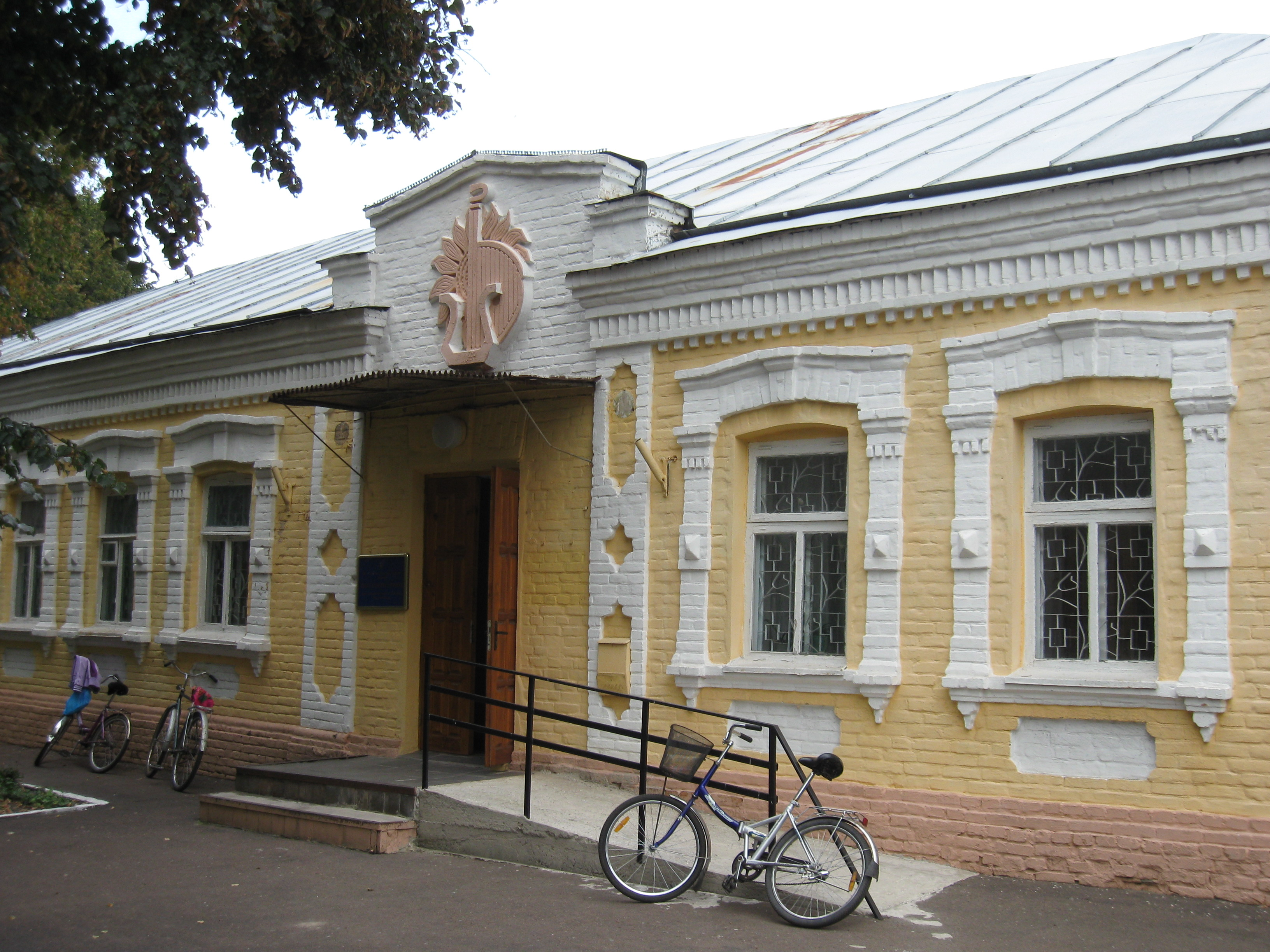
Heimatmuseum in Drabiw

Drabiw liegt am Oberlauf des Solotonoschka, einem 88 km langen, linken Nebenfluss des Dnepr 71 km nördlich von Tscherkassy und 48 km nordwestlich von Tschornobaj.
Die 1680 erstmals schriftlich erwähnte Ortschaft erhielt 1965 den Status einer Siedlung städtischen Typs.

## Verwaltungsgliederung
Am 22. November 2018 wurde die Siedlung zum Zentrum der neugegründeten Siedlungsgemeinde Drabiw (ukrainisch Драбівська селищна громада/Drabiwska selyschtschna hromada), zu dieser zählten auch die Dörfer Lewtschenkowe und Topoli, bis dahin bildete sie die gleichnamige Siedlungsratsgemeinde Drabiw (Драбівська селищна рада/Drabiwska selyschtschna rada) im Zentrum des Rajons Drabiw.
Am 12. Juni 2020 kamen noch weitere 13 in der untenstehenden Tabelle aufgelistete Dörfer sowie die Ansiedlungen Drabowe-Barjatynske und Kosorisy zum Gemeindegebiet.
Am 17. Juli 2020 kam es im Zuge einer großen Rajonsreform zum Anschluss des Rajonsgebietes an den Rajon Solotonoscha.
Folgende Orte sind neben dem Hauptort Drabiw Teil der Gemeinde:
| Name                            | Name                    | Name                                             |
| ukrainisch transkribiert        | ukrainisch              | russisch                                         |
| ------------------------------- | ----------------------- | ------------------------------------------------ |
| Biloussiwka                     | Білоусівка              | Белоусовка (Beloussowka)                         |
| Bojkiwschtschyna                | Бойківщина              | Бойковщина (Boikowschtschina)                    |
| Drabowe-Barjatynske             | Драбове-Барятинське     | Драбово-Барятинское (Drabowo-Barjatinskoje)      |
| Kosatsche                       | Козаче                  | Казачье (Kasatschje)                             |
| Kosorisy                        | Козорізи                | Козорезы (Kosoresy)                              |
| Kryschtopiwka                   | Криштопівка             | Крыштоповка (Kryschtopowka)                      |
| Lewtschenkowe                   | Левченкове              | Левченково (Lewtschenkowo)                       |
| Mychajliwka                     | Михайлівка              | Михайловка (Michailowka)                         |
| Mytlaschiwka                    | Митлашівка              | Митлашевка (Mitlaschewka)                        |
| Nechajky                        | Нехайки                 | Нехайки (Nechaiki)                               |
| Olimpiadiwka                    | Олімпіадівка            | Олимпиадовка (Olimpiadowka)                      |
| Pawliwschtschyna                | Павлівщина              | Павловщина (Pawlowschtschina)                    |
| Pererwynzi                      | Перервинці              | Перервинцы (Perewinzy)                           |
| Prywitne (bis 2016 Petrowskoho) | Привітне (Петровського) | Приветное (Priwetnoje)/Петровского (Petrowskogo) |
| Schornokljowy                   | Жорнокльови             | Жерноклевы (Schernoklewy)                        |
| Solotonoschka                   | Золотоношка             | Золотоношка                                      |
| Topoli                          | Тополі                  | Тополи                                           |